# Charles-René Laitié
Charles-René Laitié, né à Paris le 6 mai 1782, et mort dans le 1er arrondissement de cette ville le 14 décembre 1862, est un sculpteur français.

## Biographie
Charles-René Laitié est le fils de Jean François Laitié, ciseleur, et de Marie Maret.
Entré dans la section sculpture de l’École des beaux-arts de Paris, il est l’élève de Claude Dejoux. Il est récompensé par une médaille d’argent en 1800. En 1803, il est classé second au grand prix de Rome avec Ulysse reconnu par sa nourrice Euryclée. L’année suivante, il remporte le premier prix avec Méléagre refusant de secourir sa ville. Il devient pensionnaire de la villa Médicis à Rome de 1804 à 1809.
Laitié obtient une médaille d’or au Salon de 1822. En 1839, il est nommé chef de la restauration du musée du Louvre, poste dont il se démet quelques années après pour aller revoir l'Italie.
Il expose régulièrement au Salon entre 1812 et 1838.
Charles-René Laitié meurt à Paris le 11 décembre 1862.

## Œuvres dans les collections publiques

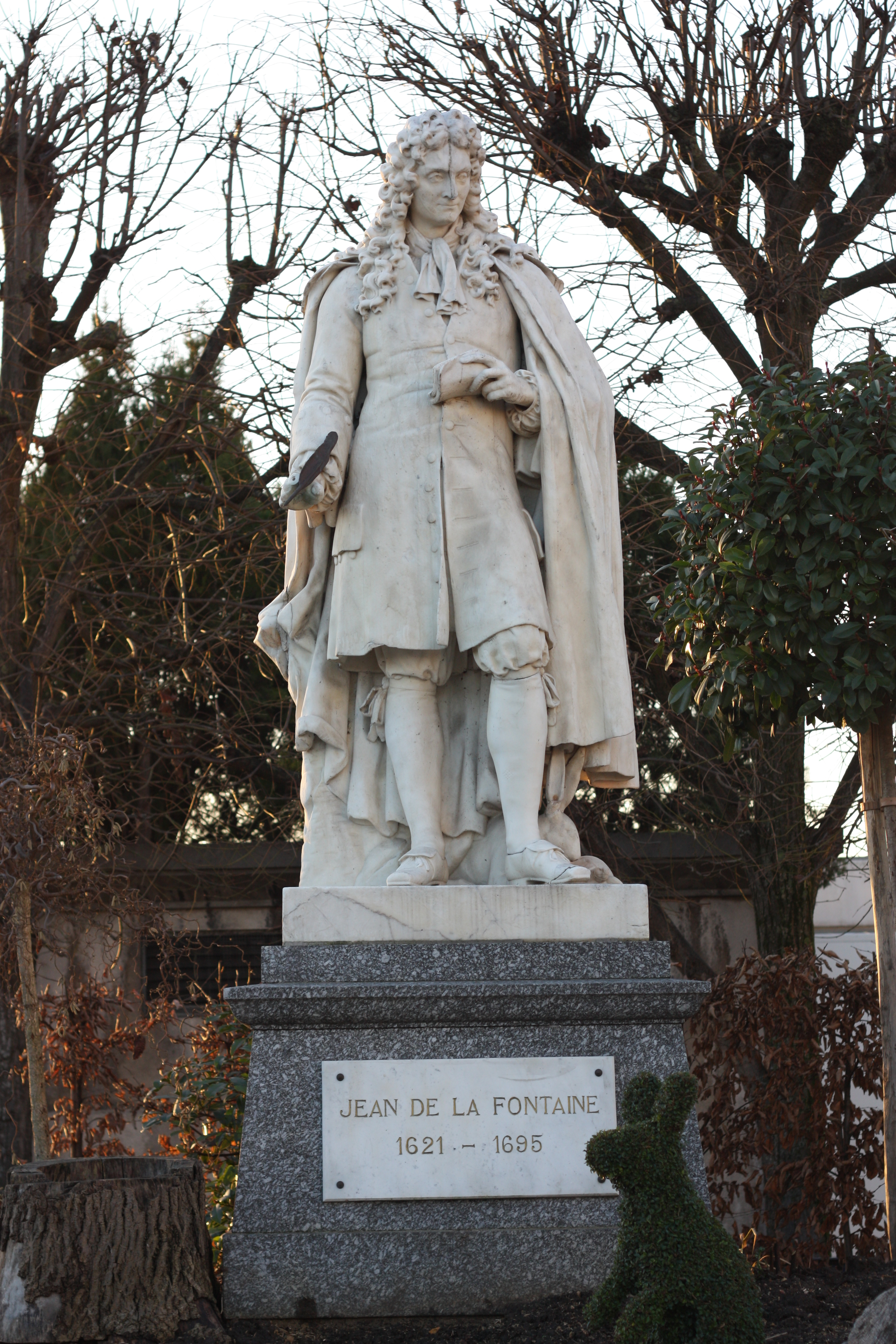
Jean de La Fontaine (1824), Château-Thierry.

- Angers, musée des beaux-arts : Homère, bronze. Réalisée en 1806 pendant le séjour de l’artiste à Rome, cette statuette d’Homère chantant le montre assis, trônant à la façon d’un dieu et tenant un thyrse dans sa main droite, tandis que sa lyre est posée contre le siège. Le bronze a été présenté au Salon de 1827[4],[5].
- Château-Thierry : Jean de La Fontaine, 1824, statue en marbre blanc, 2,32 m. Commandée par Louis XVIII en 1820, Laitié  présente la statue au Salon de 1822 (On prétend que le roi lui ayant fait don du bloc de marbre, lui accorda six ans pour terminer cette statue). La première pierre du piédestal fut posée le 25 septembre 1824 et l’inauguration eut lieu le 6 novembre 1824 en présence du comte de Floirac, préfet du département[6],[7].
- Le Plessis-Trévise, mairie : Monument au maréchal Mortier, marbre, 2,20 m). Adolphe Édouard Casimir Joseph Mortier, duc de Trévise, fut maréchal d’Empire. Sculptée durant le Premier Empire par Claude André Deseine, la statue représentait à l'origine le général Colbert, mort durant la campagne d'Espagne en 1809. Destinée à orner le pont de la Concorde, elle reste dans les magasins jusque sous le règne de Louis-Philippe. Elle est alors transformée par Charles-René Laitié en statue du maréchal Mortier et installée dans une cour du château de Versailles. Retirée en 1931, elle est à nouveau remisée avant son transfert devant la mairie du Plessis-Trévise en 1963[8],[9].
- Paris :
  - arc de triomphe de l'Étoile : Le Départ des armées, bas-relief en pierre, face à l'avenue des Champs-Elysées, réalisé en collaboration avec Sylvestre Brun et Georges Jacquot[10].
  - église Notre-Dame-de-Lorette : la Charité secourant deux enfants, 1830, groupe en pierre, 2,35 m) sur la façade. Le fronton triangulaire est surmonté de statues représentant les trois vertus théologales. Le groupe de Laitié est cantonnée, aux angles du fronton, par les statues de L’Espérance et La Foi de Denis Foyatier[11].
  - Institut de France : Pierre Corneille, 1837, statue en marbre blanc, exposée au Salon de 1838.
  - palais du Louvre :
  - La Justice et la Force, 1824, bas-relief en pierre de l’œil de bœuf de l’aile est de la cour carrée[12].
  - La Sculpture, 1827, bas-relief en marbre. Décor de l’escalier du musée Napoléon (nom du musée du Louvre sous le Premier Empire) détruit par la construction de l'escalier Daru, dit de la Samothrace, en 1855[13].
  - église Saint-Etienne-du-Mont : La Charité, statue, don du sculpteur en 1824.
- Versailles, château de Versailles :
  - Pierre Corneille, 1837, statue en plâtre, modèle du marbre de l'Institut[14].
  - Jean Stuart, 1839, buste en plâtre, 86 cm, dans la galerie des Batailles. Portrait de Jean Stuart, comte de Buchan, connétable de France (mort en 1424)[15].